# أوزيغمت (إغيل ن أومكون)
أوزيغمت هي إحدى مشيخات المملكة المغربية، تتبع جغرافيا لإقليم تنغير وإداريًا لإغيل ن أومكون. يقدر عدد سكانها بـ 2290 نسمة حسب الإحصاء الرسمي للسكان والسكنى لسنة 2004.